# 斯卡德峰
斯卡德峰（英語：Scudder Peak）是南極洲的山峰，位於瑪麗伯德地，處於斯皮茨嶺西南面的托尼山南部，美國地質調查局根據測量和美國海軍拍攝的空中照片繪入地圖，現時由南極條約體系管理。